# Szimferopoli nemzetközi repülőtér
A Szimferopoli nemzetközi repülőtér (orosz nyelven: Міжнародний аеропорт Сімферополь імені Султана Амет-Хана) (IATA: SIP, ICAO: UKFF) Ukrajnában, a Krím-félszigeten található, Szimferopol közelében. A terület de facto Oroszország része, a repülőtér orosz fennhatóság alatt áll.  Éves utasforgalma 5 146 095 fő (2018).

## Futópályák
A repülőtér futópályái:
- 01L/19R (3701 m, 60 m, beton)

## Forgalom
Az utasforgalom az elmúlt években az alábbi módon változott:
| Utasok száma | 781 000 | 1 672 000 | 5 200 000 | 751 000 | 963 800 | 1 204 500 | 5 017 758 | 5 128 743 | 5 140 000 | 6 830 000 |
|              | 1965    | 1975      | 1991      | 2009    | 2011    | 2013      | 2015      | 2017      | 2019      | 2021      |